# Jamaree Bouyea
Jamaree Bouyea (Seaside, 27 giugno 1999) è un cestista statunitense, professionista nella NBA.

## Carriera
Dopo aver disputato la carriera universitaria con i San Francisco Dons, non viene scelto al Draft NBA 2022; il 14 luglio firma con i Miami Heat, venendo poi inserito nel roster della franchigia di NBA G League dei Sioux Falls Skyforce. L'8 febbraio 2023 viene tesserato con un contratto di dieci giorni dagli Heat.

## Statistiche

### NCAA
| Anno      | Squadra           | PG  | PT  | MP   | TC%  | 3P%  | TL%  | RP  | AP  | PRP | SP  | PP   |
| --------- | ----------------- | --- | --- | ---- | ---- | ---- | ---- | --- | --- | --- | --- | ---- |
| 2017-2018 | S. Francisco Dons | 36  | 10  | 13,3 | 32,7 | 23,1 | 68,2 | 1,7 | 0,9 | 0,7 | 0,3 | 2,5  |
| 2018-2019 | S. Francisco Dons | 31  | 2   | 23,0 | 46,7 | 30,6 | 65,4 | 3,3 | 1,3 | 0,9 | 0,5 | 6,2  |
| 2019-2020 | S. Francisco Dons | 34  | 34  | 33,1 | 49,2 | 31,0 | 67,1 | 4,4 | 3,5 | 1,6 | 0,6 | 12,2 |
| 2020-2021 | S. Francisco Dons | 25  | 25  | 33,7 | 50,0 | 37,0 | 75,4 | 3,6 | 3,8 | 1,6 | 0,2 | 17,3 |
| 2021-2022 | S. Francisco Dons | 34  | 34  | 36,2 | 47,0 | 36,7 | 75,5 | 5,0 | 4,0 | 1,8 | 0,9 | 17,3 |
| Carriera  | Carriera          | 160 | 105 | 27,5 | 47,2 | 33,7 | 71,2 | 3,6 | 2,6 | 1,3 | 0,5 | 10,7 |

#### Massimi in carriera
- Massimo di punti: 36 vs Murray State (17 marzo 2022)[5]
- Massimo di rimbalzi: 11 vs Yale (11 novembre 2019)
- Massimo di assist: 11 vs Pacific (28 gennaio 2020)
- Massimo di palle rubate: 5 vs San Diego (30 gennaio 2020)
- Massimo di stoppate: 5 vs Santa Clara (9 gennaio 2020)
- Massimo di minuti giocati: 45 vs Murray State (17 marzo 2022)

### NBA

#### Regular Season
| Anno      | Squadra             | PG | PT | MP   | TC%  | 3P%  | TL%  | RP  | AP  | PRP | SP  | PP  |
| --------- | ------------------- | -- | -- | ---- | ---- | ---- | ---- | --- | --- | --- | --- | --- |
| 2022-2023 | Miami Heat          | 4  | 0  | 16,3 | 46,2 | 40,0 | 50,0 | 1,3 | 1,0 | 1,0 | 0,5 | 3,8 |
| 2022-2023 | Wash. Wizards       | 1  | 0  | 6,0  | 0,0  | 0,0  | -    | 1,0 | 0,0 | 0,0 | 0,0 | 0,0 |
| 2023-2024 | Portland T. Blazers | 6  | 0  | 9,5  | 23,8 | 0,0  | -    | 1,7 | 1,3 | 0,0 | 0,0 | 1,7 |
| 2023-2024 | San Antonio Spurs   | 3  | 0  | 12,7 | 71,4 | 100  | -    | 3,0 | 1,0 | 0,3 | 0,0 | 3,7 |
| 2024-2025 | Milwaukee Bucks     | 5  | 1  | 12,4 | 50,0 | 20,0 | 66,7 | 1,0 | 2,0 | 0,8 | 0,4 | 3,4 |
| Carriera  | Carriera            | 19 | 1  | 12,0 | 40,7 | 20,0 | 62,5 | 1,6 | 1,3 | 0,5 | 0,2 | 2,8 |

#### Massimi in carriera
- Massimo di punti: 10 vs Denver Nuggets (13 febbraio 2023)[6]
- Massimo di rimbalzi: 3 vs Brooklyn Nets (15 febbraio 2023)
- Massimo di assist: 3 vs Denver Nuggets (13 febbraio 2023)
- Massimo di palle rubate: 3 vs Denver Nuggets (13 febbraio 2023)
- Massimo di stoppate: 1 (2 volte)
- Massimo di minuti giocati: 28 vs Denver Nuggets (13 febbraio 2023)

### G League
| Anno      | Squadra           | PG  | PT  | MP   | TC%  | 3P%  | TL%  | RP  | AP  | PRP | SP  | PP   |
| --------- | ----------------- | --- | --- | ---- | ---- | ---- | ---- | --- | --- | --- | --- | ---- |
| 2022-2023 | S. Falls Skyforce | 38  | 35  | 35,0 | 52,7 | 32,1 | 70,9 | 6,0 | 6,2 | 1,8 | 0,9 | 17,2 |
| 2023-2024 | Rip City Remix    | 2   | 2   | 32,1 | 44,8 | 12,5 | 66,7 | 5,0 | 6,5 | 1,0 | 0,5 | 15,5 |
| 2023-2024 | S. Falls Skyforce | 24  | 23  | 38,7 | 46,3 | 39,8 | 70,5 | 5,8 | 7,7 | 2,0 | 1,2 | 17,1 |
| 2023-2024 | Austin Spurs      | 12  | 12  | 36,2 | 46,8 | 29,5 | 68,8 | 6,2 | 6,3 | 2,4 | 1,8 | 15,1 |
| 2024-2025 | Austin Spurs      | 28  | 27  | 34,1 | 50,1 | 34,3 | 81,6 | 4,0 | 4,2 | 1,9 | 1,1 | 18,9 |
| 2024-2025 | Wisconsin Herd    | 4   | 4   | 31,6 | 57,4 | 42,1 | 62,5 | 3,8 | 6,3 | 1,5 | 1,0 | 17,8 |
| Carriera  | Carriera          | 108 | 103 | 35,5 | 49,9 | 34,5 | 72,9 | 5,4 | 6,1 | 1,9 | 1,1 | 17,3 |